# Каротин

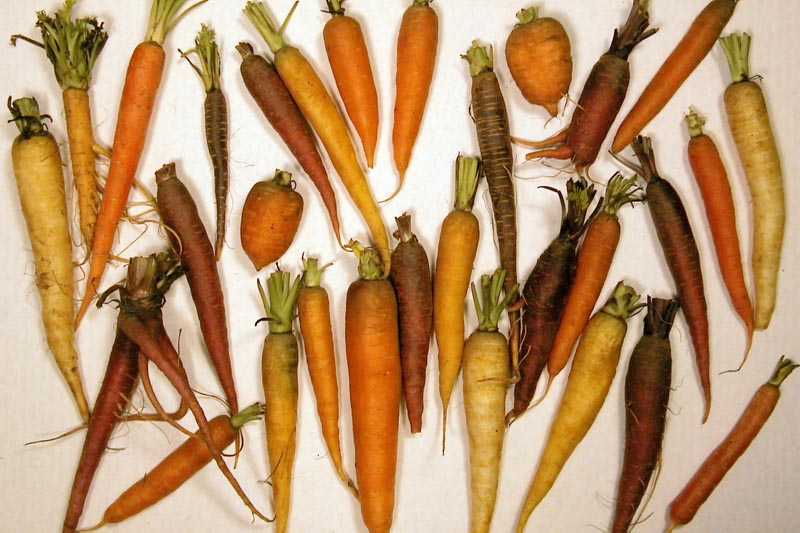
Каротин придаёт оранжевый цвет многим фруктам и овощам

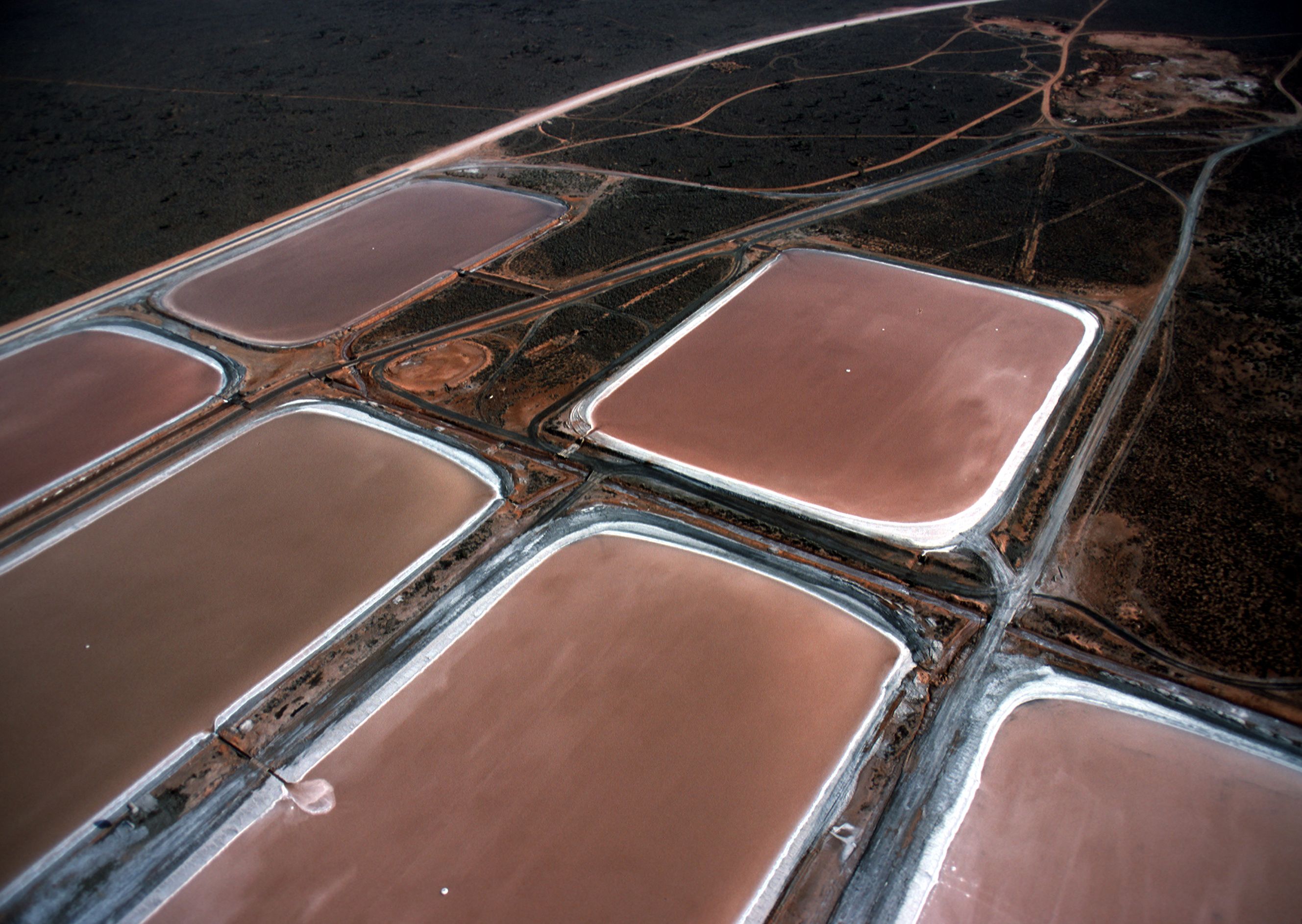
Ферма по культивированию водорослей для промышленного получения β-каротина. Австралия

Кароти́н (от лат. carota «морковь») — жёлто-оранжевый пигмент, непредельный углеводород из группы каротиноидов.
Эмпирическая формула С40H56. Нерастворим в воде, но растворяется в органических растворителях. Содержится в листьях всех растений, а также в корнеплоде моркови, ягодах шиповника и др. Является провитамином витамина A. Зарегистрирован в качестве пищевой добавки Е160a.

## Изомеры

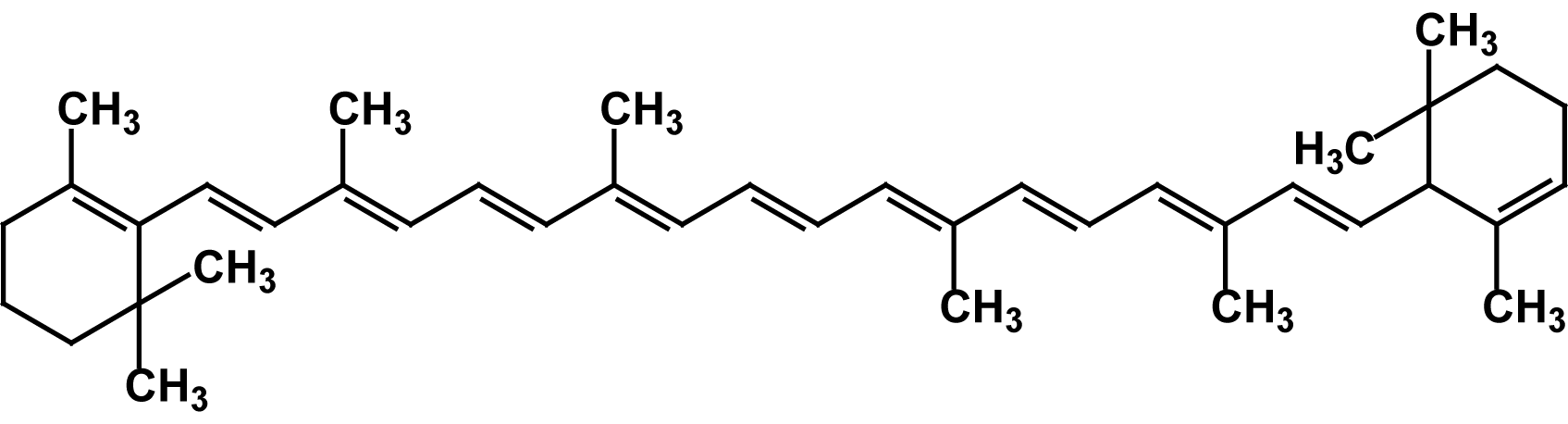
α-каротин

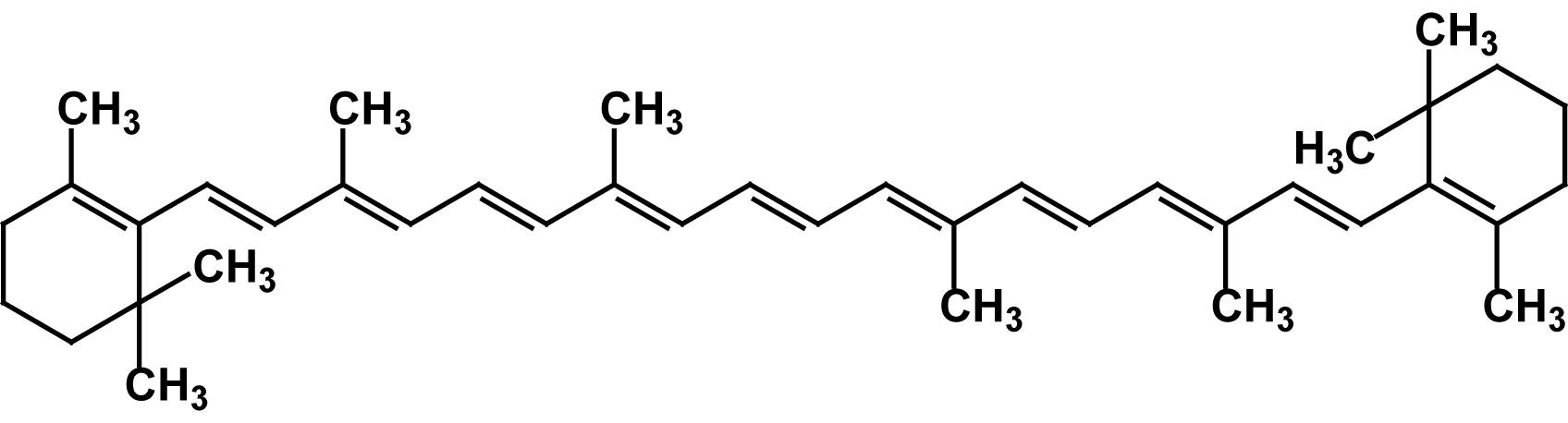
β-каротин

Различают два изомера каротина: α-каротин и β-каротин. β-каротин встречается в жёлтых, оранжевых и зелёных листьях фруктов и овощей. Например, в шпинате, салате, томатах, батате и других продуктах растительного происхождения.

### Номенклатура
Два концевых фрагмента (β-кольца) молекулы β-каротина структурно идентичны. Молекула α-каротина содержит два концевых циклических фрагмента, отличающихся расположением двойной связи в кольце. Один из концевых фрагментов называется β-кольцо, идентичное β-кольцу β-каротина, другой же называется ε-кольцо.
Возможны следующие варианты пространственного расположения частей молекулы, определяющие структуру изомера:
- α-Каротин β,ε-Каротин;
- β-Каротин β,β-Каротин;
- γ-Каротин (с одним β кольцом и одним нециклизованным концом, что обозначается буквой пси) — β,ψ-Каротин;
- δ-Каротин (с одним ε — кольцом и одним нециклизованным концом) — ε,ψ-Каротин;
- ε-Каротин ε,ε-Каротин

## Молекулярная структура каротинов
Каротины — это полиненасыщенные углеводороды, содержащие 40 атомов углерода на молекулу, переменное количество атомов водорода и никаких других элементов. Некоторые каротины заканчиваются кольцами на одном или обоих концах молекулы. Все они окрашены из-за наличия сопряженных двойных связей. Каротины — это тетратерпены, что означает, что они получены из восьми 5-углеродных изопреновых единиц (или четырех 10-углеродных терпеновых единиц).
Каротины встречаются в растениях в двух основных формах, обозначенных буквами греческого алфавита: альфа-каротин (α-каротин) и бета-каротин (β-каротин). Гамма-, дельта-, эпсилон- и зета-каротин (γ-, δ-, ε- и ζ-каротин) также существуют. Поскольку они являются углеводородами и, следовательно, не содержат кислорода, каротины растворимы в жирах и нерастворимы в воде (в отличие от других каротиноидов, ксантофиллов, которые содержат кислород и, следовательно, менее химически гидрофобны).